# Nécropole nationale française et cimetière militaire allemand de Thiescourt
Pour un article plus général, voir Sites funéraires et mémoriels de la Première Guerre mondiale (Front Ouest).
La nécropole nationale française et le cimetière allemand de Thiescourt sont des cimetières de la Première Guerre mondiale, situés sur le territoire de la commune de Thiescourt, dans le département de l'Oise. Localisés à la sortie du village, à proximité de l'église et contigus au cimetière civil, ils sont dédiés aux soldats français et allemands morts notamment lors des combats au printemps et à l'été 1918.

## Historique
D'octobre 1914 à mars 1917, Thiescourt est en zone occupée dans un secteur assez calme et un peu en retrait par rapport au front. L'église du village sert d'hôpital militaire pour les blessés des deux camps, jusqu'en 1916, puisque l'édifice est endommagé en 1916-1917, puis gravement en 1918 avec l'intense offensive allemande au printemps (Bataille du Kaiser) et les combats à l'été (Offensive des Cent-Jours) 1918.
Les soldats allemands inhumés à Thiescourt ont été tués au cours de l'année 1918 en particulier lors de la bataille de Noyon en juin puis lors des batailles dans le secteur du Matz en août.
La nécropole française et le cimetière allemand sont établis en 1920 sur un terrain sur lequel se trouvait une fosse commune franco-allemande de 50 corps environ. À la découverte de cette fosse, il est décidé de faire perdurer en ce lieu une sépulture commune aux Allemands et Français.
L'ensemble est inscrit au titre des monuments historiques par arrêté du 14 septembre 2016.

## La nécropole nationale française
La nécropole française est une nécropole de regroupement qui a reçu les corps de 16 cimetières provisoires dont ceux de l’Ecouvillon, Mareuil-la-Motte, Saint-Claude, Roye-sur-Matz et Plessis-de-Roye.
Elle contient 1266 corps dont 547 inhumés dans deux ossuaires.
La disposition en rangées autour d'une allée centrale, axe de symétrie, est conforme à la disposition-type des nécropoles françaises.
Quatre soldats britanniques (2 mitrailleurs non-identifiés et 2 officiers de la RAF, dont un seul a pu être identifié) sont également inhumés dans cette nécropole, ainsi que deux soldats français de la Seconde Guerre mondiale.

## Le cimetière militaire allemand
Le cimetière allemand, situé à côté de la nécropole française sans aucune séparation entre les deux espaces, contient 1095 corps, dont 707 dans des tombes individuelles (dont 4 inconnus) et 388 en deux ossuaires (dont 90 seulement ont été identifiés).
À l'image des autres cimetières militaires allemands conçus dans l'entre-deux-guerres par l'architecte munichois Robert Tischler (de), la disposition du cimetière de Thiescourt s'établit autour de deux grands principes : le deuil et la vie universelle. La croissance de la végétation est libre, la vingtaine d'arbres sont plantés au hasard. Ce choix renvoie à la mythologie germanique qui est fondée sur la communion de l’Homme et de la Nature. Les stèles sont en pierre et portent chacune le nom  de quatre soldats, deux sur chaque face. Les soldats de confession juive sont inhumés sous des stèles rectangulaires à sommet arrondi.